# Недирективна терапија
Недирективна терапија је заједнички назив за све видове терапије (саветовања), у којима се инсистира на поштовању, емпатичком разумевању и активној улози клијента у процесу пружања психосоцијалне помоћи, а не на подређивању и контроли тока и садржаја терапијског процеса ауторитету и вештини терапеута. Најпознатији, али не и једини облик ове врсте терапије је клијентом усмерена терапија.